# Carzoá
Carzoá (llamada oficialmente San Roque de Carzoá) es una parroquia y un lugar del municipio español de Cualedro, en la provincia de Orense, Galicia.

## Organización territorial
La parroquia está formada por una entidad de población:
- Carzoá

## Demografía
Gráfica demográfica del lugar y parroquia de Carzoá según el INE español:
| Gráfica de evolución demográfica de Carzoá entre 2000 y 2022 |
|                                                              |
| Datos según el nomenclátor publicado por el INE.             |